# Doryscus
Doryscus is een geslacht van kevers uit de familie bladkevers (Chrysomelidae).
De wetenschappelijke naam van het geslacht werd in 1887 gepubliceerd door Martin Jacoby.

## Soorten
- Doryscus chujoi Takizawa, 1978
- Doryscus indochinensis Lee, 2017[3]
- Doryscus krausi Lee, 2017[3]
- Doryscus kubani Lee, 2017[3]
- Doryscus geiseri Lee, 2017[3]
- Doryscus nepalensis Lee, 2017[3]
- Doryscus luzonensis Lee, 2017[3]
- Doryscus mindanaoensis Lee, 2017[3]
- Doryscus niger Medvedev & Sprecher-Uebersax, 1998[4]
- Doryscus barclayi Lee, 2017[3]
- Doryscus boreri Lee, 2017[3]
- Doryscus javanensis Lee, 2017[3]
- Doryscus scapus Mohamedsaid, 1999[5]
- Doryscus sumatrensis Lee, 2017[3]
- Doryscus testaceus Jacoby, 1887
- Doryscus varians (Gressitt & Kimoto, 1963)[6]
  - = Trichobalya varians Gressitt & Kimoto, 1963
  - = Doryscus marginicollis Jiang, 1992
  - = Doryscus nigricollis Jiang, 1992
- Doryscus wangi Lee, 2017[3]